# キプロスの歴史
キプロスの歴史（キプロスのれきし）では、キプロス島の先史時代から現代までの歴史について説明する。

## 先史時代

クレオパトラ7世時代のプトレマイオス朝の領域。

西部キプロスの考古学者によって発見された井戸は、石器時代に約9000年から10500年前からデート、世界で最も古い井戸であると考えられているものである。青銅器時代の末期には、ギリシャのミケーネ人がイオニア人に追われ、キプロスに居住するようになりその事実は紀元前15世紀のB級線形文字で裏付けられる。
また、後期青銅器時代には、キプロスはヒッタイト帝国の一部であったが、代わりに侵略されるのではなく、キプロスはウガリットの支配王によって支配され、それに参加した結果、帝国の一部となった。
また、ペルシアの支配のもとで、フェニキアは幾つかの植民都市を設立した。

## 古代
現存する最古の支配記録は、アッシリアによって支配されたキプロスを示す粘土板である。また、1845年にキプロスで発見された石碑は、最初の709年の戦いでサルゴン2世が勝利したことを記念するもので、紀元前669年頃、キプロスは独立を果たしたが、後に古代エジプト王国に征服された。
紀元前545年頃、アケメネス朝ペルシア帝国に征服された。これに続いて、アレクサンドロス大王の帝国とプトレマイオス朝エジプト王国が支配した。
しかし、紀元前58年までに、キプロスはプトレマイオス朝エジプト王国のプトレマイオス12世から古代ローマに併合され、キプロスはローマの属州（キュプルス属州）となった。115年（または116年）にユダヤ人の反乱が発生したが、ローマ軍が鎮圧した。4世紀初頭の幾つかの地震はサラミスの破壊に繋がったと同時にキプロスは幾つかの旱魃や飢饉に苦しんだ。

## 東ローマ帝国

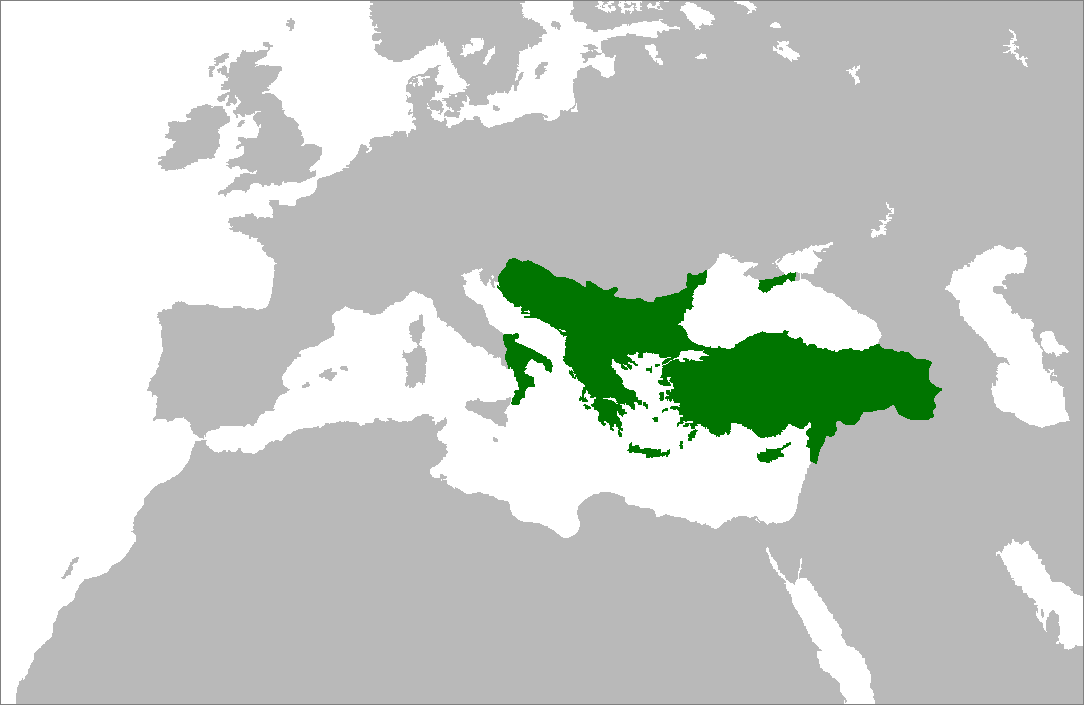
東ローマ帝国、マケドニア王朝時代の領域。

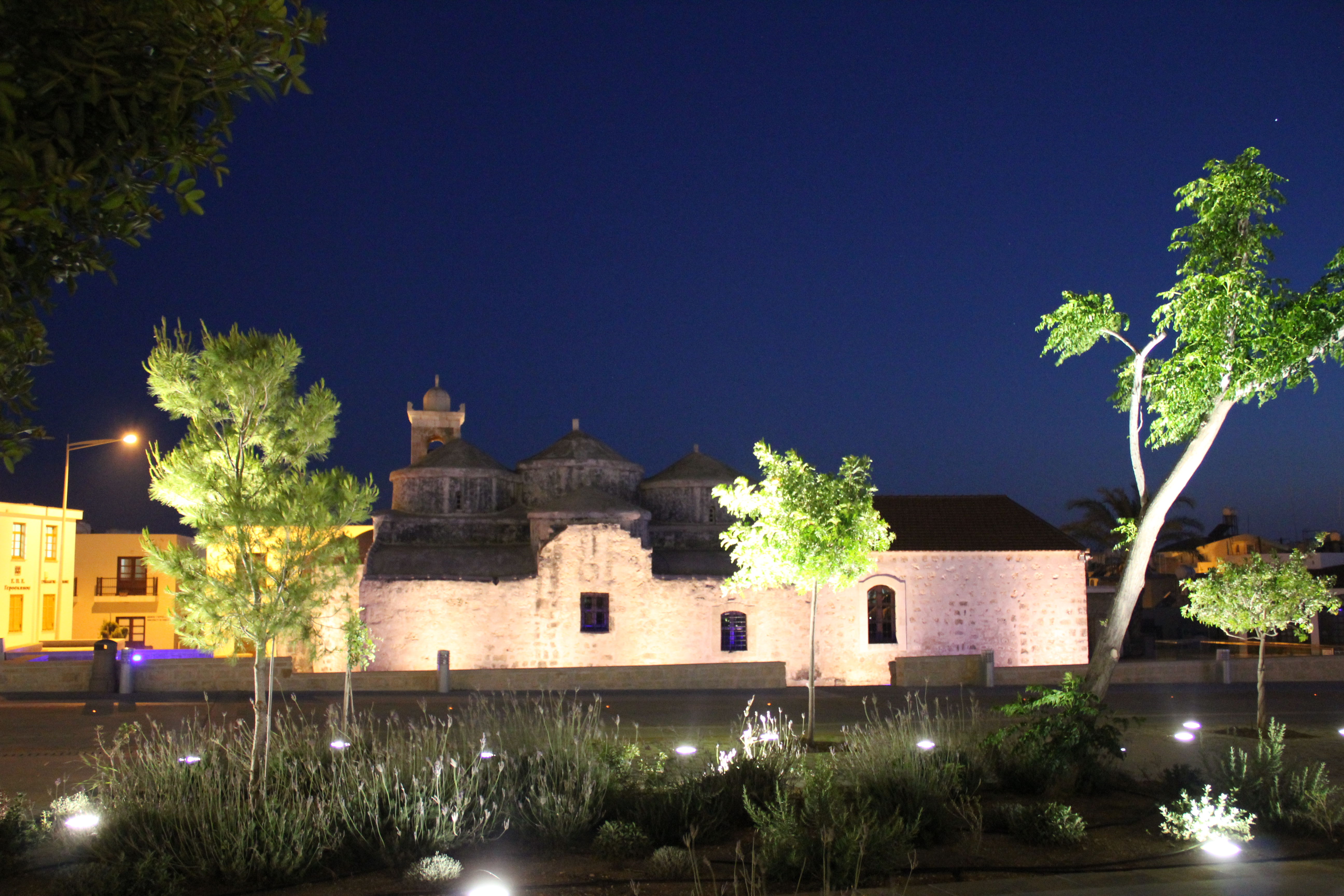
アギア・パラスカヴィのビザンツ教会(現在のゲロスキポウ)

ローマ帝国が東西に分裂したのち、キプロス島は東ローマ帝国の支配下におかれた。
アラブ人とイスラム教徒は650年代に大挙してキプロスに侵攻したが、688年、時の皇帝ユスティニアノス2世と時のカリフであるアブドゥルマリクとの間で前代未聞の協約が締結された。協約内容は、今後300年間、本土での両国の戦争に関わらず、キプロス島は両国による共同統治体制におかれ、税収は両国で折半になるというものだった。しかしバシレイオス1世の治世、キプロス島は東ローマ帝国によって再征服され、テマ制が敷かれた。そして7年後、キプロス島は再び共同統治体制下におかれることとなる。しかしまたもやキプロス島は東ローマ帝国に肩入れされてしまい、これを見かねたアラブ側は4ヶ月にわたって島を荒らし周り、捕虜を連行して去っていった。それ以降、キプロスはギリシア文化圏から孤立し新たなキプロス文化圏を構築するに至り、キプロスは10世紀頃までイスラム圏におかれることとなった。
そして965年前後、再びキプロスは東ローマ帝国の将軍ニケタス・カルコテスの下征服され新たにテマが置かれた。将軍ニケタスのこの遠征については詳細は不明だが、彼はその後キプロスの統治者となった。
また1042年にはキプロスの統治者テェフィロス・イロティコスが、1092年にはラプソマトが帝国に反乱を起こしたが、帝国軍による早急な対処により鎮圧された。
1185年、キプロスの最後の東ローマ系の統治者であるイサック・コメノス(傍流の東ローマ系の皇族コムネノス家出身)が反乱を起こし、東ローマ帝国の帝位を奪おうとした。彼のクーデターは失敗したものの、キプロス島を統治し続けることができた。この反乱に対し東ローマ帝国はうまく対処できなかった。というのも反乱軍はシチリア王国の国王であるグリエルモ2世と手を組んでいたからである。なのでローマ皇帝はエジプトのスルタンと共謀し、キプロスの港に十字軍の軍船が入港できないよう妨害工作を依頼した。

## 十字軍
12世紀、キプロス島は十字軍の標的となり、1191年6月には最初の十字軍征服者・イングランド王にして獅子心王の異名を持つリチャード1世がキプロスの地に上陸し、軍はキプロスを占領した。
しかし、リチャードの軍はキプロスの住民に対して増税を続ける有様で、不満は膨らんだ。後に、彼はテンプル騎士団にこの島を売却した。その後すぐに十字軍が島を占領し、キプロス王国を建国した。彼らはラテン語を公用語と宣言し、後にフランス語に置き換えられた。また、1196年にはカトリックのラテン教会が建立され、民衆に広く浸透していたギリシャ正教会は一連の宗教的迫害を受けた。

## キプロス王国
14世紀には、キプロス王国はジェノヴァ共和国からの商人の支援などに基づき、フランス系の国王らによって支配され続けた。また、カトリック教会が大分裂していた頃、キプロスはフランスを介してイタリア人勢力を追い出そうと、アヴィニョンの教皇に味方した。
しかし、最後の女帝であるセルナロのカトリーヌが、キプロス島をヴェネツィア共和国に売却し、キプロス王国は滅亡した。売却せざるを得なくなったのは、1489年になってからのことであった。

## オスマン帝国

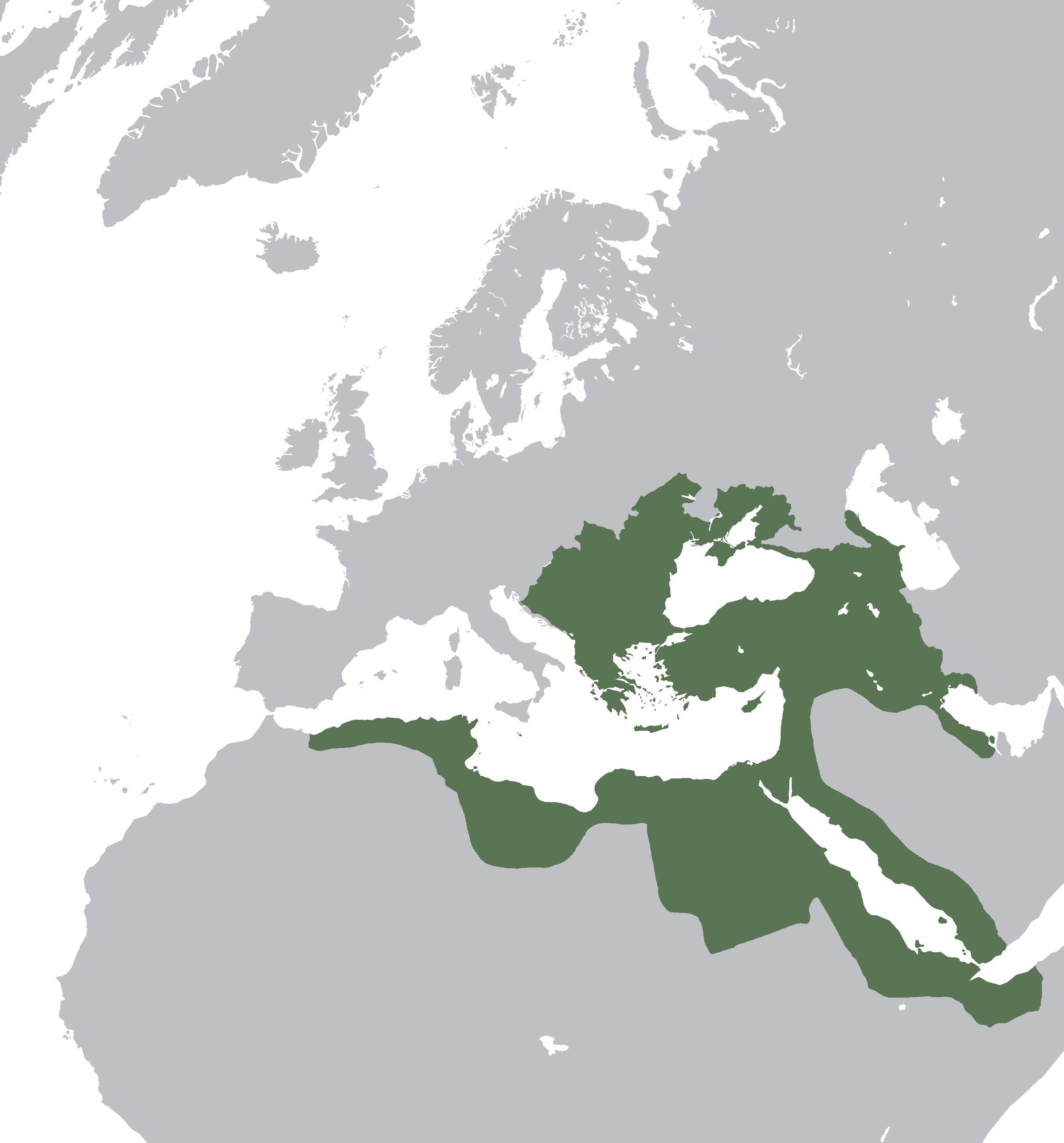
オスマン帝国 （最大領土）

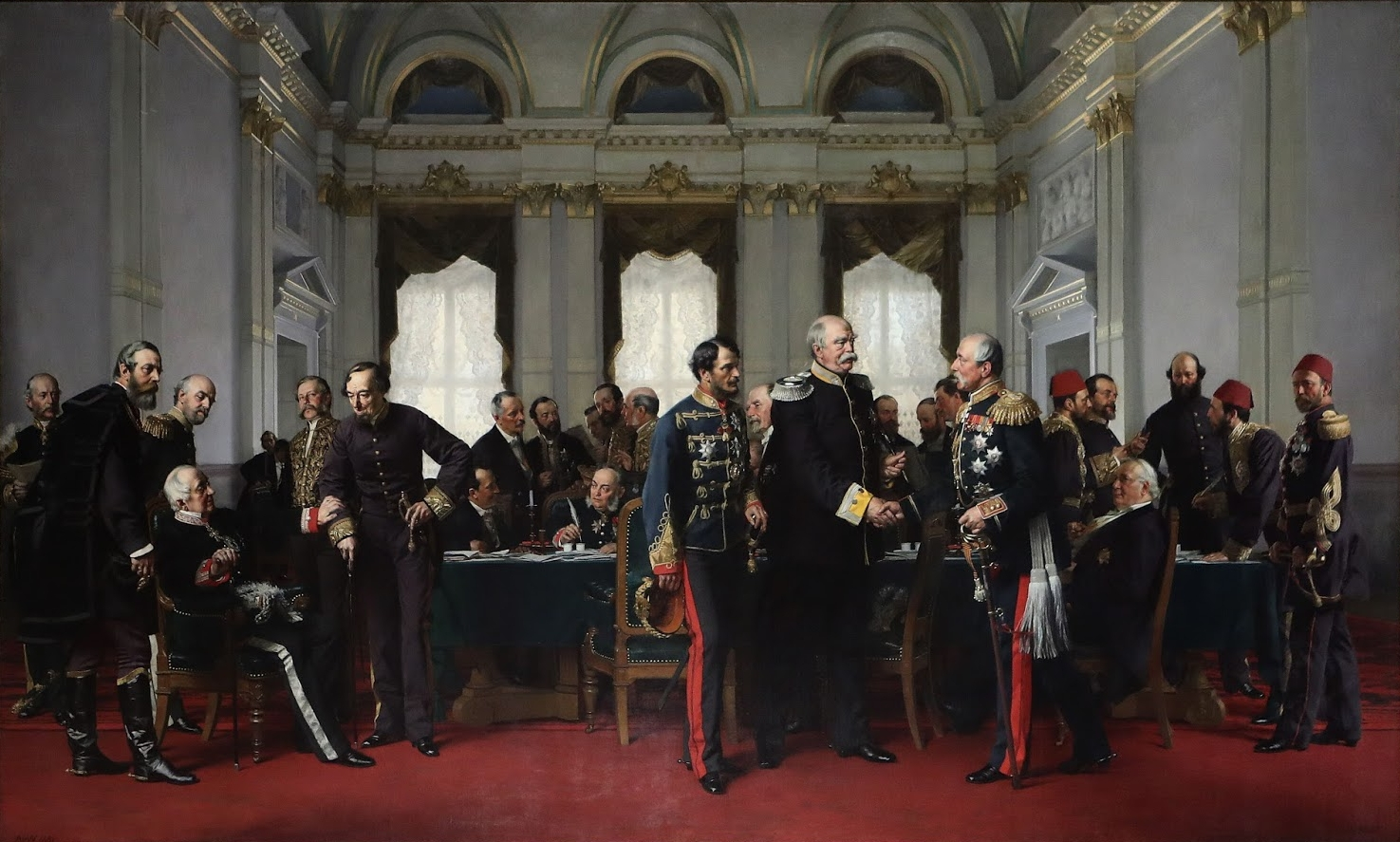
ベルリン会議

1571年にオスマン帝国に占領され、1573年に正式にヴェネツィア共和国から、オスマン帝国への割譲が確定した。その後もトルコ人の長い支配が続いたが、その時期であってもギリシャ正教会の伝統は守り継いだ。また、この時期にアナトリア半島などからのトルコ人の流入が始まり、今日でも北キプロス共和国の問題として、現在まで引きずる問題となった。
1821年のギリシャ独立戦争では、島の一部のギリシャ人が反乱を起こした。

## イギリスの植民地支配
1878年のバルカン危機の間に、キプロス島はイギリスに占領された。その後のベルリン会議では、決議の一つにイギリスがオスマン帝国からキプロスの政府を引き継ぐというものがあった。これはキプロスでのイギリス植民地統治の始まりでもあった。
1914年、第一次世界大戦が始まって間もなく、イギリスはキプロスを併合し、1925年、オスマン帝国の解散とともに、キプロスはイギリスの植民地となった。

## 独立
1959年2月には、イギリス、ギリシャ、トルコがチューリッヒ・ロンドン協定に調印し、ギリシャ、トルコ、キプロスも連合条約に調印した。1960年8月16日、独立が宣言され、キプロス共和国が成立した。1963年末には、改憲問題を巡って2つの共同体の間でキプロス紛争が起こった。

## 現在
1975年2月にトルコ共同体がキプロスのトルコ国家を宣言し、1983年にはトルコ共同体が北キプロス・トルコ共和国の独立を宣言したが、これは国際的には認められていない。
2004年4月24日、国民投票が行われ、コフィー・アナン国連事務総長のキプロス再統一案は無効となった。同年5月1日、キプロス共和国（ギリシャ共同体）は独自に欧州連合（EU）に加盟し、2008年には南キプロスは元のキプロス・ポンドを流通通貨とし、通貨がユーロに置き換え始めた。

キプロスの国旗
北キプロスの国旗
国際連合旗
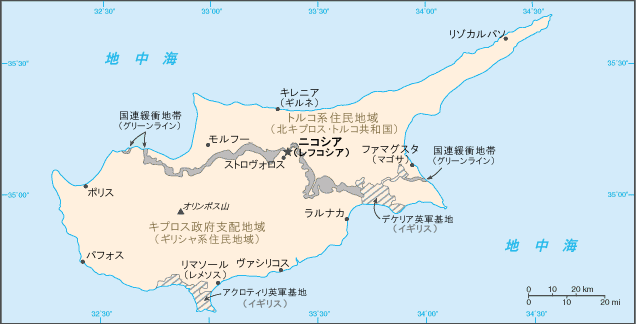
現在のキプロスの状況